# Гольдман, Морис
Морис Гольдман (фр. Maurice Goldman; род. 1933) — французский физик, ученик Анатоля Абрагама.
Член Французской академии наук (2004; корреспондент с 1986).
Родился в 1933 году. Получил диплом инженера-химика в 1955 году. Степень доктора получил в 1967 году в Парижском университете, работал специалистом в Комиссариате по атомной энергии (КАЭ) Франции в 1955—1969 и 1984—1989 годах, вице-директор Коллеж де Франс (1969—1983). Директор КАЭ Франции в 1989—1994 годах. После отставки работал научным советником КАЭ (1993—1995).
Автор более ста публикаций и трёх монографий. Президент Международного общества магнитного резонанса (ISMAR) в 1992—1995 годах. Основные направления исследований в области квантовой теории ядерного магнитного резонанса (ЯМР) высокого разрешения, спиновой температуры и термодинамики, ядерного магнитного упорядочивания, релаксации в жидкостях и твёрдых телах.